# Simon Pytlick
Simon Bogetoft Pytlick (Thurø, Danska, 11. prosinca 2000.) danski je rukometaš, koji igra za SG Flensburg-Handewitt i dansku reprezentaciju.

## Klupska karijera
Simon Pytlick počeo je igrati rukomet u omladinskom pogonu GOG Håndbolda 2012. Godine 2019. debitirao je u Danskoj rukometnoj ligi. U debitantskoj sezoni odigrao je 6 utakmica i postigao 10 golova. Zbog ozljede suigrača Emila Lærkea dobio je veću minutažu u sezoni 2019./'20., te osvojio nagradu za talenta godine. Sljedeće sezone osvojio je dansko prvenstvo i bio je u najboljoj momčadi prvenstva.
Godine 2022. produžio je ugovor s GOG-om, ali je na kraju igrao samo još jednu sezonu, u kojoj je još jednom osvojio dansko prvenstvo. Od ljeta 2023. ima ugovor sa njemačkim klubom SG Flensburg-Handewitt.

## Reprezentativna karijera
U danskoj reprezentaciji debitirao je 4. studenog 2021., protiv Norveške na turniru Zlatne lige u Trondheimu 2021.–'22. Godine 2023. bio je dio danske reprezentacije koja je osvojila Svjetsko rukometno prvenstvo . Uoči turnira Simon Pytlick je predvidio da će on biti prvenstveno rezervni igrač koji bi mogao pomoći. Međutim, dao je veliki doprinos danskom uspjehu, uključujući postizanje 9 golova u finalu. Osvojio je srebro s Danskom na Europskom prvenstvu u Njemačkoj 2024., zlato na Olimpijskim igrama u Parizu 2024. godine te zlato na  Svjetskom prvenstvu u Hrvatskoj, Danskoj i Norveškoj 2025.
U studenom 2024. imenovan je dokapetanom danske reprezentacije iza Magnusa Saugstrupa.